# Gouvernement révolutionnaire populaire de la Grenade
1979–1983
Entités précédentes :
- Grenade

Entités suivantes :
- Grenade

Le Gouvernement révolutionnaire populaire de la Grenade (en anglais, People's Revolutionary Government of Grenada, PRG ; nom également traduit en français par Gouvernement révolutionnaire du peuple de la Grenade) était le régime politique en place à la Grenade, entre mars 1979 et octobre 1983. 
En 1979, cinq ans après l'indépendance de la Grenade, passée du statut d'État associé du Royaume-Uni à celui de royaume du Commonwealth, le gouvernement d'Eric Gairy est renversé par le New Jewel Movement, parti d'orientation communiste. Maurice Bishop, dirigeant du NJM, devient le nouveau chef du gouvernement, son parti s'attribuant le monopole du pouvoir sans convoquer d'élections libres et orientant la Grenade vers la construction d'un État communiste. Les relations avec les États-Unis se tendent rapidement, tandis que Cuba devient le principal allié de l'île. En octobre 1983, un conflit entre Bishop et une faction plus radicale du NJM aboutit au renversement et à l'exécution du premier ministre grenadien, remplacé par un gouvernement militaire. Les États-Unis organisent alors le 25 octobre, avec l'aide de divers États caribéens, l'invasion de l'île, mettant un terme au gouvernement du New Jewel Movement.

## Historique

### Contexte

#### Indépendance de la Grenade et régime d'Eric Gairy
La Grenade, État insulaire caribéen de 350 km2 situé dans les petites Antilles, acquiert son indépendance vis-à-vis du Royaume-Uni au terme d'un long processus. En 1967, le pays reçoit le statut d'État associé, acquérant ainsi une très large autonomie dans la gestion de ses affaires intérieures. Eric Gairy, ancien dirigeant syndical et chef du Grenada United Labour Party (GULP), devient premier ministre, et dirige le gouvernement grenadien au cours du processus politique qui aboutit à l'indépendance totale du pays en 1974 : avant même cette date, cependant, le gouvernement de Gairy connaît une nette dérive autoritaire. Parallèlement, dans les années 1960, émerge à la Grenade une nouvelle génération d'intellectuels issus des classes moyennes, formés pour beaucoup dans les universités britanniques et américaines. Leur retour au pays coïncide avec la diffusion, aux Caraïbes, d'un fort mouvement Black Power inspiré de celui des États-Unis. L'avocat Maurice Bishop, l'un des représentants de cette génération, fait partie en 1970 des meneurs d'une manifestation de soutien à un mouvement de protestation qui a lieu au même moment à Trinité-et-Tobago : les opposants grenadiens tirent parti du contexte pour dénoncer la corruption du gouvernement de Gairy.
Quelques mois plus tard, un mouvement de soutien à une grève d'infirmières tourne à l'affrontement avec la police : Bishop contribue à la défense des accusés et à leur acquittement. Le principal parti d'opposition à Gairy est alors le Grenada National Party (GNP), de l'ancien premier ministre Herbert Blaize ; les groupes plus radicaux qui se forment alors sont quant à eux rattachés à l'aile radicale du Black Power, qui adopte à l'époque une ligne marxiste-léniniste et se rallie au mouvement communiste international. Maurice Bishop participe en 1972 à la fondation du Movement for Assemblies of the People (MAP, Mouvement pour les assemblées du peuple), formé par des intellectuels de la capitale et qui prône le remplacement du système parlementaire par des assemblées locales inspirées par les villages Ujamaa du régime socialiste africain de la Tanzanie ; parallèlement est formé le Joint Endeavour for Welfare, Education and Liberation (JEWEL, soit Effort commun pour le bien-être, l'éducation et la libération), animé par l'économiste Unison Whiteman. Le JEWEL, qui touche essentiellement les populations rurales, bénéficie d'une audience importante dans le pays du fait de sa participation à diverses revendications sociales, il n'est cependant pas à proprement parler un parti politique et n'a pas de vision globale ni de stratégie pour prendre le pouvoir ; à l'opposé, le MAP est un parti plus structuré intellectuellement, mais sans réelle implantation hors de la capitale. Aux élections de 1972, le Grenada National Party est sèchement battu et les radicaux concluent alors à la nécessité de s'unir pour bâtir une nouvelle force politique pour faire opposition à Gairy.
Le 11 mars 1973, le MAP de Maurice Bishop et Kenrick Radix fusionne avec le JEWEL de Unison Whiteman et Teddy Victor, pour donner naissance au New Jewel Movement (NJM), qui se présente comme une alternative au GULP et au GNP. Le manifeste du NJM, socialiste dans son esprit, appelle à préserver l'indépendance du pays face à l'Europe et aux États-Unis, et privilégie le rôle des communautés de base plutôt que l'autorité étatique : le texte ne revendique pas pour le parti une étiquette politique précise, mais rejette le système des partis politiques, appelant de manière idéaliste à une « démocratie pure » qui impliquerait « tout le peuple, tout le temps ».

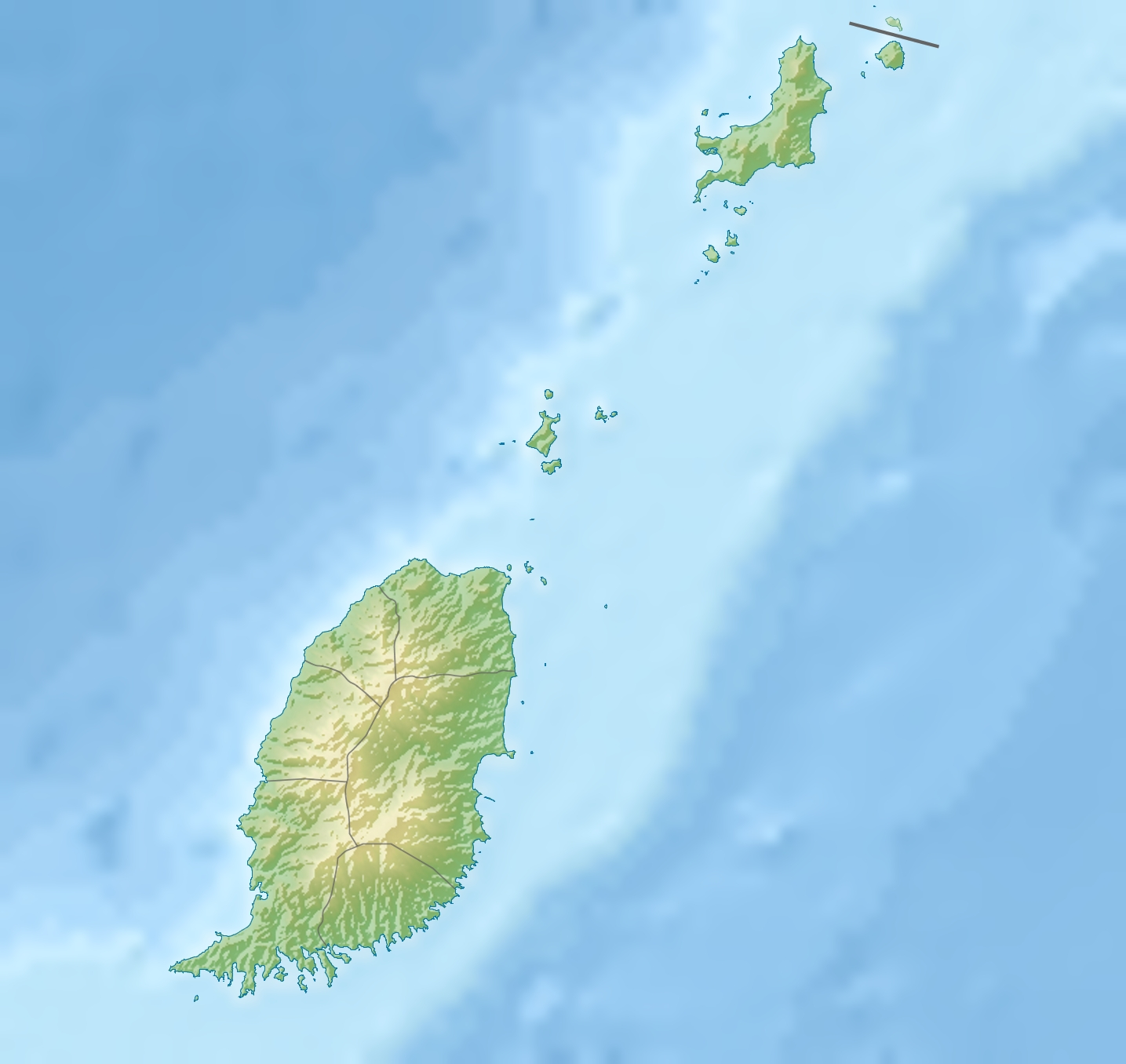
Territoire de la Grenade. Les plus grandes îles composant le pays sont l'île de la Grenade proprement dite, au sud, et Carriacou, au nord.

Durant les mois qui suivent la formation du New Jewel Movement, la tension politique s'accroît sur l'île. En mai 1973, le Royaume-Uni annonce l'indépendance totale de la Grenade pour février 1974 : l'opposition se mobilise alors, craignant qu'Eric Gairy n'impose une dictature au pays. Les organisations politiques, dont le NJM, et les églises se réunissent au sein du « Comité des 22 » pour organiser la contestation contre Gairy. Le 4 novembre, le NJM rassemble 8000 personnes au cours d'une manifestation baptisée « congrès populaire » : une résolution est publiée qui déclare Gairy coupable de nombreux délits, parmi lesquels des brutalités policières et des détournements de fonds publics. Le Premier ministre réagit vivement : les partisans du NJM sont bientôt menacés, à la fois par la police et par un groupe d'hommes de main de Gairy, connu sous le nom de « Gang de la Mangouste » (Mongoose Gang). Le New Jewel Movement, fort du succès de son « congrès populaire », décide alors d'organiser une grève générale le 18 novembre : le jour prévu pour le déclenchement de la grève, les dirigeants du parti, dont Maurice Bishop, sont arrêtés, puis passés à tabac dans leurs cellules. Devant l'attitude du premier ministre, le Comité des 22, soutenu par le NJM, déclenche une grève générale, qui débute le 1er janvier 1974. Quelques semaines avant l'indépendance du pays, la situation demeure particulièrement tendue et le pays continue de connaître des violences.
Le 21 janvier, le père de Bishop est assassiné ; plusieurs partisans du NJM sont également tués. L'économie du pays est paralysée et le gouvernement de Gairy bénéficie d'une aide financière du Royaume-Uni, de Trinité-et-Tobago et du Guyana pour payer les fonctionnaires et continuer de faire fonctionner l'État jusqu'au jour de l'indépendance. Le 7 février 1974, la Grenade accède comme prévu à l'indépendance tandis que les dirigeants du New Jewel Movement sont toujours en prison. Le mouvement de grève dure jusqu'à fin mars. Libérés, les dirigeants du NJM doivent prendre acte de l'échec de leur action et décident de mener un travail militant plus méthodique pour accéder au pouvoir,.

#### Montée en puissance duNew Jewel Movement
Dans les années suivantes, le New Jewel Movement travaille son implantation au sein de la population. Son hebdomadaire, le New Jewel, devient le plus lu de l'île. Des « groupes de soutien » sont mis en place dans la plupart des villages ; la pénétration dans les campagnes est cependant plus difficile qu'en milieu urbain, car l'influence du GULP et du principal syndicat GMMWU demeure forte parmi les paysans et les ouvriers agricoles. Si le NJM réussit à élargir sa base militante, il lui manque encore une cohérence idéologique : les choses changent avec le retour à la Grenade de l'universitaire Bernard Coard, ami d'enfance de Bishop. Durant ses études en Angleterre, Coard a tissé des liens avec le Parti communiste britannique ; enseignant à Trinidad, il est également très proche des communistes jamaïcains. Avant même son retour définitif, Coard organise durant ses séjours au pays des cours d'initiation au marxisme : de nouveau installé à la Grenade en septembre 1976, Coard joue un rôle important dans l'évolution du NJM. Si la direction du parti oppose d'abord un refus à la demande de sa branche lycéenne qui souhaitait l'adoption officielle du marxisme-léninisme, il évolue ensuite sensiblement vers le socialisme et le marxisme. Le NJM n'a cependant pas encore adopté un discours principalement anticapitaliste, sa principale préoccupation étant de combattre le gouvernement d'Eric Gairy. Ce dernier, considéré par ses partisans comme le symbole de l'homme noir qui a réussi, conserve encore, malgré la corruption ambiante, une réelle popularité dans une partie de l'opinion grenadienne,. Lors des élections législatives de 1976, le New Jewel Movement forme une coalition, la Popular Alliance, avec le Grenada National Party de l'ancien premier ministre Herbert Blaize. Lors du scrutin, le NJM, qui a réussi à obtenir une place prépondérante dans la coalition, obtient trois sièges, contre deux pour son allié le GNP. Si le parti d'Eric Gairy conserve la majorité absolue au parlement, Maurice Bishop fait désormais figure de chef de l'opposition. En 1977, alors que leur parti est en pleine évolution vers le marxisme-léninisme, Maurice Bishop et Unison Whiteman visitent Cuba et en reviennent vivement impressionnés. Le gouvernement de Fidel Castro semble avoir prodigué aux cadres du New Jewel Movement des conseils et des encouragements ; le NJM entretient apparemment dès cette époque des liens avec le Parti communiste de Cuba,.

### La révolution de 1979
Face à la montée en puissance du New Jewel Movement, Eric Gairy envisage au début de 1979 de passer à l'action et de faire arrêter les membres de la direction du parti. La tension politique est encore aggravée quand la police découvre des barils de graisse destinés à convoyer à la Grenade, au profit du NJM, des armes en provenance des États-Unis. Le NJM forme en outre un petit groupe armé clandestin, placé sous la direction de l'ancien gardien de prison et policier Hudson Austin, l'un des seuls cadres du parti à avoir une formation militaire. Les dirigeants du NJM, prévenus des projets du premier ministre à leur encontre, réussissent à échapper à l'arrestation et vivent durant plusieurs jours dans la clandestinité. Le NJM profite d'un déplacement à New York d'Eric Gairy - qui se rend à l'ONU pour plaider en faveur d'une institution chargée d'étudier les phénomènes extraterrestres - pour organiser un coup de force. Le 12 mars, peu avant minuit, Maurice Bishop, Bernard Coard, Unison Whiteman et d'autres cadres du parti réunissent leurs militants pour exposer un plan d'action consistant à prendre d'assaut la caserne où résident les quelque 200 hommes de l'armée de la Grenade, puis à investir la station de radio, pour prendre le contrôle du pays. 

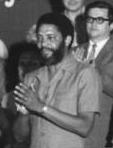
Maurice Bishop en 1982.

Dans les premières heures du 13 mars au matin, les dirigeants du NJM votent pour décider de mener ou non le coup de force. Les pour et les contre étant à égalité (Hudson Austin et Bernard Coard ayant voté pour, et Maurice Bishop et un autre cadre contre), un cadre supplémentaire, George Louison, prend part à la décision et vote pour l'insurrection, ce qui décide du lancement de la révolution. L'opération est menée par 46 militants du NJM, souvent très jeunes, dont 18 seulement sont armés : la caserne est investie à quatre heures du matin et les bâtiments attaqués avec des bombes incendiaires. La troupe est maîtrisée sans difficultés, les militaires étant pris totalement par surprise. La station de radio est quant à elle investie sans tirer un coup de feu et Maurice Bishop peut lancer son appel à la population, annonçant la prise du pouvoir par l'« armée révolutionnaire ». Les cadres du régime d'Eric Gairy sont pour la plupart aisément capturés ; seul le bras droit de Gairy, Derek Knight, parvient à fuir le pays à bord d'un canot. À quatre heures de l'après-midi, les révolutionnaires sont maîtres de pays ; l'insurrection n'a entraîné que deux morts, un officier supérieur abattu alors qu'il dégainait son arme, ainsi qu'un policier. La révolution du NJM reçoit aussitôt un large soutien de la part de la population, lassée, dans sa majorité, par les abus de Gairy : dans les villages, des femmes préparent de la nourriture pour les insurgés ; de nombreux jeunes se joignent aux hommes de la nouvelle « armée révolutionnaire » pour effectuer des patrouilles. La prise de contrôle de la radio par les insurgés joue un rôle essentiel auprès de la population, au point que Maurice Bishop parle par la suite d'une « révolution par la radio ». Une soixantaine de cadres de l'ancien régime sont incarcérés. L'armée et le « gang de la mangouste » sont déclarés dissous.
Bénéficiant au moment du coup de force d'un soutien massif de la part de la population, Bishop peut proclamer un Gouvernement révolutionnaire populaire (People's Revolutionary Government, PRG), dont il est le premier ministre : le nouveau gouvernement est dominé par le New Jewel Movement mais inclut des membres de la bourgeoisie d'affaires du pays, dont des proches du Grenada National Party,. Bernard Coard devient ministre des finances ; il est par la suite nommé vice-premier ministre. Les cadres du Grenada United Labour Party ne font pas l'objet d'une persécution particulière, seule une minorité d'entre eux étant écartée de ses responsabilités dans l'administration. Le pays demeure un royaume du Commonwealth, la reine Élisabeth II étant toujours reconnue comme chef de l'État officiel de la Grenade : Sir Paul Scoon, le gouverneur général de l'île, est également maintenu dans ses fonctions honorifiques, le nouveau régime souhaitant ménager l'ancienne métropole coloniale. Concernant les rapports avec le clergé, très présent à la Grenade, l'Église catholique reconnaît immédiatement le nouveau pouvoir, tandis que l'église anglicane se montre plus réservée, reprochant au New Jewel Movement d'avoir utilisé la force pour renverser le gouvernement.

### Politique intérieure

#### Structures du pouvoir
Au moment de leur prise du pouvoir, les dirigeants du New Jewel Movement, qui ont fait la révolution au nom de la « démocratie », n'ont aucune idée précise quant au modèle politique qu'ils souhaitent proposer au pays. Les bases les plus claires de leurs actions se trouvent dans le manifeste de 1973 du NJM, revu cependant à la lumière des apports léninistes. Maurice Bishop annonce la fin, à la Grenade, du système de Westminster hérité du Royaume-Uni, ainsi que de la démocratie parlementaire. Quinze jours après la prise du pouvoir, le PRG annonce, dans la « Déclaration de la révolution grenadienne », la « suspension » de la constitution et la dissolution du parlement, s'octroyant ainsi les pouvoirs exécutif et législatif. Les élections annoncées par Maurice Bishop sont reportées. Ces décisions causent les premières tensions entre le gouvernement et la bourgeoisie de la Grenade, qui avait dans sa majorité applaudi au renversement de Gairy. Bishop s'engage à revenir « dès que possible » à la règle constitutionnelle et à nommer une assemblée constituante, chargée de rédiger une nouvelle constitution qui sera approuvée par référendum. Une commission chargée de former de nouvelles listes électorales est formée ; la Loi du peuple (People's Law) no 20 de 1979, censée permettre de constituer les listes, n'est cependant jamais promulguée. Populaire après sa prise de pouvoir, le New Jewel Movement aurait probablement pu s'assurer une victoire électorale, mais le PRG s'abstient d'organiser les élections promises, refusant par la suite d'organiser un scrutin. Si le Grenada National Party, partenaire de coalition du NJM, n'est pas interdit, il est empêché de fonctionner normalement, le PRG le dénonçant désormais comme un parti de « gros bonnets » (« big shots ») ; lorsque son chef Herbert Blaize tente d'organiser un meeting, il est malmené par des partisans du NJM, tandis que l'armée révolutionnaire s'abstient d'intervenir.
En lieu et place de la démocratie parlementaire, le Gouvernement révolutionnaire populaire vise à s'appuyer sur un système de « pouvoir populaire » - ou de « démocratie participative » - soit sur un ensemble d'assemblées locales que Maurice Bishop définit, dans une conférence de presse, comme des « assemblées villageoises » et des « assemblées de travailleurs », qui auraient pour tâche d'élire des « assemblées de paroisse », lesquelles éliraient ensuite le parlement, qui désignerait ensuite le gouvernement. Ces déclarations de Bishop constituent les informations les plus précises jamais fournies quant aux institutions envisagées par le nouveau régime. Le New Jewel Movement est tout particulièrement influencé, dans ses conceptions, par les théoriciens marxistes caribéens pro-soviétiques : ceux-ci envisagent pour les Caraïbes l'établissement de régimes politiques « nationaux-démocratiques » fondés sur une alliance de classe entre la bourgeoisie et le prolétariat locaux. La phase de la « démocratie nationale » aurait pour but d'empêcher le développement du capitalisme dans les Caraïbes, pour passer ensuite à la phase de « construction socialiste ». Cette théorie, conçue par des intellectuels du tiers-monde, vise à contourner la phase de développement du capitalisme dans leurs pays pour passer directement à celle du « socialisme ».
Tout en insistant sur le caractère populaire du pouvoir, le PRG suit la stratégie léniniste de contrôle de la population par une élite militante : dès les premiers mois qui suivent la prise du pouvoir, le gouvernement du New Jewel Movement s'arroge le monopole du pouvoir en plaçant des cadres et des militants fiables à tous les postes stratégiques. Des « organisations de masse » sous l'autorité du parti sont formées, comme la National Youth Organization, mouvement de jeunesse étroitement contrôlé par le comité de jeunesse du NJM. Phyllis Coard, épouse de Bernard, préside la National Women's Organization, branche féminine du parti, fondée avant la prise du pouvoir mais largement développée après 1979. Les militants du NJM créent des « conseils de paroisse » (Parish councils), dirigés par les branches du parti : au nombre de sept pour l'ensemble du pays, ces conseils sont destinés à être les principaux instruments de la démocratie directe à la Grenade. D'abord ouverts uniquement aux membres et aux sympathisants du parti, les conseils de paroisse - qui n'ont aucune existence légale - sont rapidement ouverts à tous pour discuter des problèmes locaux. Les conseils bénéficient tout d'abord d'un réel engouement populaire, et l'affluence oblige à les subdiviser en « conseils de zone » (Zonal councils). Les réunions des conseils sont fréquemment divisées en ateliers destinés à débattre de sujets précis.
En 1982, les conseils locaux perdent de leur importance au profit des bureaux de coordination villageois (Village Coordinating Bureaus, VCBs) chargés de mettre leur travail en phase avec les organes du gouvernement, la milice locale et les syndicats. Malgré le développement des assemblées locales, leurs membres sont exclus du processus de décision et, s'ils peuvent émettre des suggestions, ils sont dans l'impossibilité de contester la politique du gouvernement, qu'ils sont tenus d'approuver. Le « pouvoir populaire » se trouve dès lors désarmé face au comité central du New Jewel Movement, qui détient le véritable pouvoir décisionnaire alors même que ses membres n'ont pas d'autre légitimité démocratique que leur élection par acclamation en 1973. Dans la population, l'enthousiasme des débuts cède progressivement la place à l'hostilité, à mesure que montent les désaccords avec les politiques du Gouvernement révolutionnaire populaire. Les conséquences négatives pour l'économie de l'île (notamment la baisse du nombre de touristes) entraînées par la dégradation des relations avec les États-Unis sont l'une des principales causes de mécontentement.
L'armée, dissoute, est remplacée par la nouvelle Armée révolutionnaire du peuple (People's Revolutionary Army, PRA), sous la direction de Hudson Austin, ce dernier étant promu au grade de général. Une milice populaire est créée, pour soutenir l'armée en cas d'attaque contre l'île. Grâce à l'aide de Cuba, l'Armée révolutionnaire du peuple voit rapidement ses effectifs passer d'une cinquantaine d'hommes à environ 2000, soit un chiffre supérieur à celui de toutes les autres forces armées combinées dans la région des Antilles. 
La direction du New Jewel Movement, par ailleurs, connaît des divisions, la faction de Bernard Coard s'opposant à celle de Maurice Bishop. Si la révolution menée par Bishop apparaît comme « procastriste modérée », la ligne défendue par Bernard Coard se situe dans une logique communiste plus radicale, voire stalinienne, sur un certain nombre de points et préconise une organisation plus strictement léniniste du parti, qui continue après sa prise du pouvoir d'être dirigé à la manière d'un mouvement clandestin. La bonne maîtrise par Bernard Coard des concepts théoriques marxistes-léninistes lui permettent souvent, grâce à la déférence de Bishop et de son entourage pour les analyses léninistes, de dominer les débats internes à la direction du parti. Les factions de Bishop et de Coard n'ont cependant pas de désaccord majeur quant au rythme de la transition vers le « socialisme ». En 1982, dans une allocution devant les cadres du New Jewel Movement, Maurice Bishop réaffirme le caractère « national-démocratique » et « anti-impérialiste » de la révolution grenadienne, et son intention d'établir une « dictature des travailleurs » : dans cette optique, il affirme vouloir continuer à gouverner par décret et à exclure du pouvoir comme de l'espace public les éléments de la bourgeoisie et de la petite bourgeoisie alliés à son régime, afin de conduire la Grenade vers le stade de l'« orientation socialiste ».

#### Libertés publiques
Les tendances répressives du régime s'accroissent au fil des mois. La Loi du peuple no 8, promulguée peu après la prise du pouvoir, permet l'internement préventif de toute personne « soupçonnée de présenter une menace pour la sécurité publique ». En avril 1979, la Grenade compte 80 prisonniers politiques, dans leur majorité d'anciens collaborateurs de Gairy . Dans les mois qui suivent, deux évènements contribuent à la radicalisation des mesures sécuritaires. En novembre 1979 est découvert un complot contre le gouvernement monté par un ancien sous-officier de police, Wilton de Ravenière ; en juin 1980, lors d'un meeting public, une bombe explose sous la tribune officielle sur laquelle se trouvent Maurice Bishop et d'autres personnalités. Si les orateurs ont la vie sauve grâce à la dalle de béton qui se trouve sous leurs pieds, trois jeunes filles sont tuées. Le complot de novembre 1979 et l'attentat de juin 1980 déclenchent une « offensive » du gouvernement contre ses « ennemis », ces évènements étant attribués à la présence sur l'île de « groupes contre-révolutionnaires ».
À la suite de l'attentat à la bombe, une vague d'arrestations a lieu ; un décret antiterroriste stipule que tout suspect d'attentat sera jugé par un tribunal siégeant sans jury et que les activités terroristes seront punies de mort. Quatre personnes sont arrêtées et inculpées pour l'attentat : lors de leur procès, le juge découvre que les aveux de deux des accusés ont été extorqués sous la torture, et déclare irrecevables leurs dépositions. Le procès est ajourné en conséquence : les suspects demeurent emprisonnés, et font en décembre 1983, après la chute du PRG, l'objet d'une amnistie par le gouverneur général.  
Si le Gouvernement révolutionnaire populaire de la Grenade, contrairement à d'autres régimes « socialistes » du tiers-monde, ne pratique pas une violence à grande échelle contre ses opposants - s'abstenant de les exécuter ou de les condamner aux travaux forcés - les détentions préventives sont fréquentes. Environ 3000 personnes, sur une population de moins de 90 000 pour l'ensemble du pays, sont interpellées et interrogées au cours des quatre ans de pouvoir du PRG, 300 étant mises en détention : si une majorité des personnes arrêtées ne sont détenues que quelques jours, voire quelques heures, le pays compte à la fin 1982 environ 120 prisonniers « contre-révolutionnaires », dont la plupart sont détenus depuis deux ans ou plus, pour la plupart sans jugement. Winston Whyte, le chef du United people's party, un parti précédemment allié au New Jewel Movement, compte parmi les personnalités emprisonnées. En mars 1983, en tenant compte des libérations intervenues dans les mois précédents, Amnesty International recense 97 prisonniers politiques à la Grenade,.
Plus largement, sur le plan des libertés publiques, le PRG conçoit son rôle en terme marxistes, sous l'angle d'une « dictature du prolétariat », qui comporterait droit à exercer une « répression limitée » contre l'opposition « bourgeoise » à la révolution. Sous le régime de Gairy, l'opposition n'avait pas accès aux médias d'État, situation qui ne change pas sous le PRG. La seule station de radio de l'île (Radio Grenada, rebaptisée après la révolution Radio Free Grenada) étant la propriété de l'État, son contrôle par le PRG équivaut à un statu quo. La situation est différente concernant la presse écrite, détenue par des capitaux privés : dès le mois de septembre 1979, Bishop accuse divers journaux, notamment la publication conservatrice Torchlight, de se livrer à des « actes de déstabilisation ».
Le gouvernement entreprend dès lors de réduire à néant la presse d'opposition, donnant au New Jewel Movement un monopole de fait sur l'information : la Loi du peuple no 81 interdit à des personnes privées de détenir plus de 4 % des parts d'un journal, ce qui équivaut à provoquer la disparition de la presse non gouvernementale ; une seconde loi, promulguée en juin 1981, interdit de publier un journal durant une année complète, jusqu'à l'adoption d'une nouvelle législation en matière de liberté de la presse. Le gouvernement définit ensuite un système de propriété collective des journaux, équivalant à un mode d'autogestion de la presse écrite ; l'absence de précision quant au calendrier d'une transition vers la propriété collective des journaux contribue cependant à faire craindre à l'époque que ce programme ne soit qu'un prétexte à étendre le contrôle de l'État sur la presse. La politique du PRG en matière de liberté de l'information est d'autant plus mal perçue que les propriétaires de journaux privés assurent le maximum de publicité aux mesures répressives dont ils font l'objet : à l'opposé, le programme de propriété collective des médias n'a guère de retentissement dans la population.

#### Économie
Sur le plan économique, le Gouvernement révolutionnaire opère dans un contexte très défavorable : la Grenade, dont l'économie repose en grande partie sur le tourisme (l'île produisant pour l'essentiel des noix de muscade et des bananes), subit à la fois les conséquences de l'ouragan Allen et de la chute des prix à l'export. Après la révolution, le PRG étend le contrôle étatique sur l'économie, en suivant des recettes inspirées de celles des régimes communistes  : le commerce, les infrastructures et les entreprises non agricoles sont largement nationalisées ; si l'agriculture, prépondérante dans l'économie grenadienne, demeure pour l'essentiel dans le secteur privé, des représentants du gouvernement sont nommés pour superviser les exportations agricoles. Le gouvernement vise le développement d'une économie mixte dominée par le secteur étatique, en vue de remplacer l'économie de marché en vigueur sous le gouvernement de Gairy et de favoriser une transition la plus rapide possible vers le socialisme. Le PRG se montre néanmoins incapable de mettre sur pied une véritable économie planifiée, en raison notamment d'un manque de cadres qualifiés et ce malgré la présence de conseillers venus d'autres pays caribéens ou de pays « socialistes ». Du fait de l'importance accrue donnée à la planification, les prix sont généralement en décalage avec l'offre et la demande.
La dégradation de l'environnement économique rend les mécanismes de marché moins efficaces, tandis que la planification ne parvient pas à atteindre les objectifs fixés et que la Grenade est, plus largement, affligée de l'ensemble des maux propres aux pays en développement (manque de ressources naturelles, de personnel qualifié, de technologies et absence d'industrie manufacturière). La période 1979-1983 est, dans son ensemble, marquée par les dysfonctionnements économiques. Un certain nombre de réformes du PRG entraînent cependant des effets positifs : les autorités mettent en place un système de prêts financiers et de matériel à l'attention des agriculteurs, et des coopératives agricoles sont mises en place pour développer l'activité. Le gouvernement de Bishop s'emploie également à développer les infrastructures, notamment en construisant de nouvelles routes.

#### Politiques sociales
Concernant la politique éducative, le PRG s'emploie à améliorer le niveau d'instruction à la Grenade, où 7 % de la population est illettrée : un Centre pour l'éducation populaire (Center for Popular Education, CPE) est créé pour coordonner les initiatives du gouvernement en matière d'éducation, notamment des campagnes d'alphabétisation. Des efforts sont fournis pour améliorer les résultats et les programmes scolaires. L'apprentissage du créole de la Grenade est autorisé à l'école. La tendance du PRG à marginaliser l'éducation religieuse et, plus largement, le rôle de l'église - notamment catholique - dans l'éducation, contribue à la dégradation des relations entre le pouvoir et le clergé grenadien. Le Gouvernement révolutionnaire populaire en arrive à considérer les églises grenadienne (catholique, protestante et anglicane) comme des adversaires directs : un rapport des autorités grenadiennes décrit le clergé comme le plus dangereux des potentiels foyers contre-révolutionnaires et préconise une surveillance continuelle des églises, ainsi que le développement des rapports entre le PRG et le mouvement de la théologie de la libération. Dans le secteur de la santé, le gouvernement de Bishop s'efforce d'améliorer les prestations disponibles : il bénéficie notamment dans ce domaine de l'aide de Cuba qui fournit une douzaine de médecins spécialistes à la Grenade, doublant ainsi le nombre de spécialistes dans le pays.

### Politique étrangère

#### Un régime isolé dans la Caraïbe
Après la révolution de 1979, les gouvernements des pays de la Caraïbe se réunissent pour décider de la marche à suivre avec le nouveau régime, s'interrogeant sur le degré d'orientation à gauche du PRG. George Louison est envoyé comme émissaire par Maurice Bishop pour rassurer les dirigeants des États caribéens et le gouvernement révolutionnaire grenadien multiplie les assurances de sa bonne foi pour obtenir la reconnaissance de ses voisins ; si le Gouvernement révolutionnaire populaire est reconnu, les États de la Communauté caribéenne (CARICOM) soulignent la nécessité du retour de la Grenade à une norme constitutionnelle. Durant les premiers mois de son existence, le Gouvernement révolutionnaire populaire de la Grenade semble annoncer un « virage à gauche » de la Caraïbe. En juillet 1979 se tient un mini-sommet à la Grenade qui réunit, aux côtés de Maurice Bishop, deux autres chefs de gouvernement travaillistes arrivés au pouvoir depuis quelques mois : Oliver Seraphin, premier ministre de la Dominique et Allan Louisy, premier ministre de Sainte-Lucie.
Michael Manley, premier ministre socialiste de la Jamaïque, compte également parmi les principaux alliés du gouvernement grenadien ; mais dès 1980, la défaite électorale de Manley prive Maurice Bishop de ce soutien important. Séraphin et Louisy doivent également rapidement quitter le pouvoir. Plus largement, le virage à gauche attendu dans la région ne se produit pas : les partis de droite remportent les élections à Saint-Vincent-et-les-Grenadines et à Antigua-et-Barbuda, où les partis proches du New Jewel Movement sont laminés. Les relations diplomatiques avec Trinité-et-Tobago sont froides, et celles avec le Guyana se dégradent. Le régime grenadien se trouve dès lors politiquement isolé dans la région.

#### Alliance avec Cuba, tensions avec les États-Unis
Dès son arrivée au pouvoir, le gouvernement du New Jewel Movement établit des liens secrets avec Cuba, qui lui fournit très rapidement des armes. Avec les États-Unis, les relations passent par plusieurs phases, pour se dégrader assez rapidement. Après son renversement, Eric Gairy dénonce un coup d'État communiste dans son pays et tente d'obtenir l'aide américaine : le département d'État tend néanmoins à s'en remettre au Royaume-Uni pour l'analyse de la situation. Le PRG fait rapidement parvenir aux États-Unis une demande d'aide économique et militaire, qui reste sans réponse ; le nouveau régime souhaite avant tout se prémunir contre une tentative de retour en force de Gairy et Bishop annonce qu'il demandera des armes aux États-Unis, au Royaume-Uni, au Canada et au Venezuela : le premier ministre grenadien tente notamment, avant de faire connaître ses contacts avec Cuba, d'évaluer le climat politique international autour de son régime.
Le 22 mars 1979, les États-Unis reconnaissent le nouveau régime, après avoir conclu qu'un retour au pouvoir de Gairy n'était pas envisageable ; l'administration américaine souligne néanmoins qu'elle soutient la demande des États caribéens en vue d'un retour à la normalité politique. Le 23 mars, les États-Unis, désireux d'établir de bonnes relations avec le PRG, envoient à la Grenade leur ambassadeur à la Caraïbe orientale, Franck Ortiz : le premier entretien se passe bien ; l'ambassadeur américain, tout en annonçant des projets d'aide à la Grenade, incite les dirigeants du NJM à organiser des élections. Lors de son second voyage à la Grenade, Ortiz trouve Bishop et son gouvernement particulièrement inquiets d'un possible coup de force monté par Gairy depuis son exil. L'ambassadeur assure Maurice Bishop et Bernard Coard que les États-Unis n'ont aucune intention de permettre à Gairy de monter une armée et d'envahir la Grenade depuis leur territoire ; mais le diplomate commet plusieurs maladresses, tout d'abord en avertissant Bishop et Coard des risques de chute du tourisme dans leur pays en cas d'agitation politique, puis en leur remettant un communiqué indiquant que les États-Unis verraient d'un mauvais œil une alliance militaire de la Grenade avec Cuba, même en vue de se défendre contre une éventuelle attaque. Cet entretien affecte profondément les relations américano-grenadiennes : Bishop et Coard considèrent ces avertissements comme des menaces, voire comme une marque de mépris et de racisme de la part de l'ambassadeur.
Le 13 avril, Bishop prononce un discours offensif qui dénonce vigoureusement l'ingérence américaine. Le lendemain, des relations diplomatiques sont ouvertes avec Cuba, les contacts entre les régimes de Fidel Castro et Maurice Bishop apparaissant désormais au grand jour. Les États-Unis voient leurs craintes confirmées par ce rapprochement, tandis que le gouvernement grenadien voit dans l'attitude américaine une manifestation d'impérialisme. Les relations entre les deux pays continuent de se tendre durant le reste de l'année 1979 et ce jusqu'à la fin du mandat de Jimmy Carter à la Maison-blanche, notamment lorsque plusieurs citoyens américains sont brièvement arrêtés à la Grenade,. 

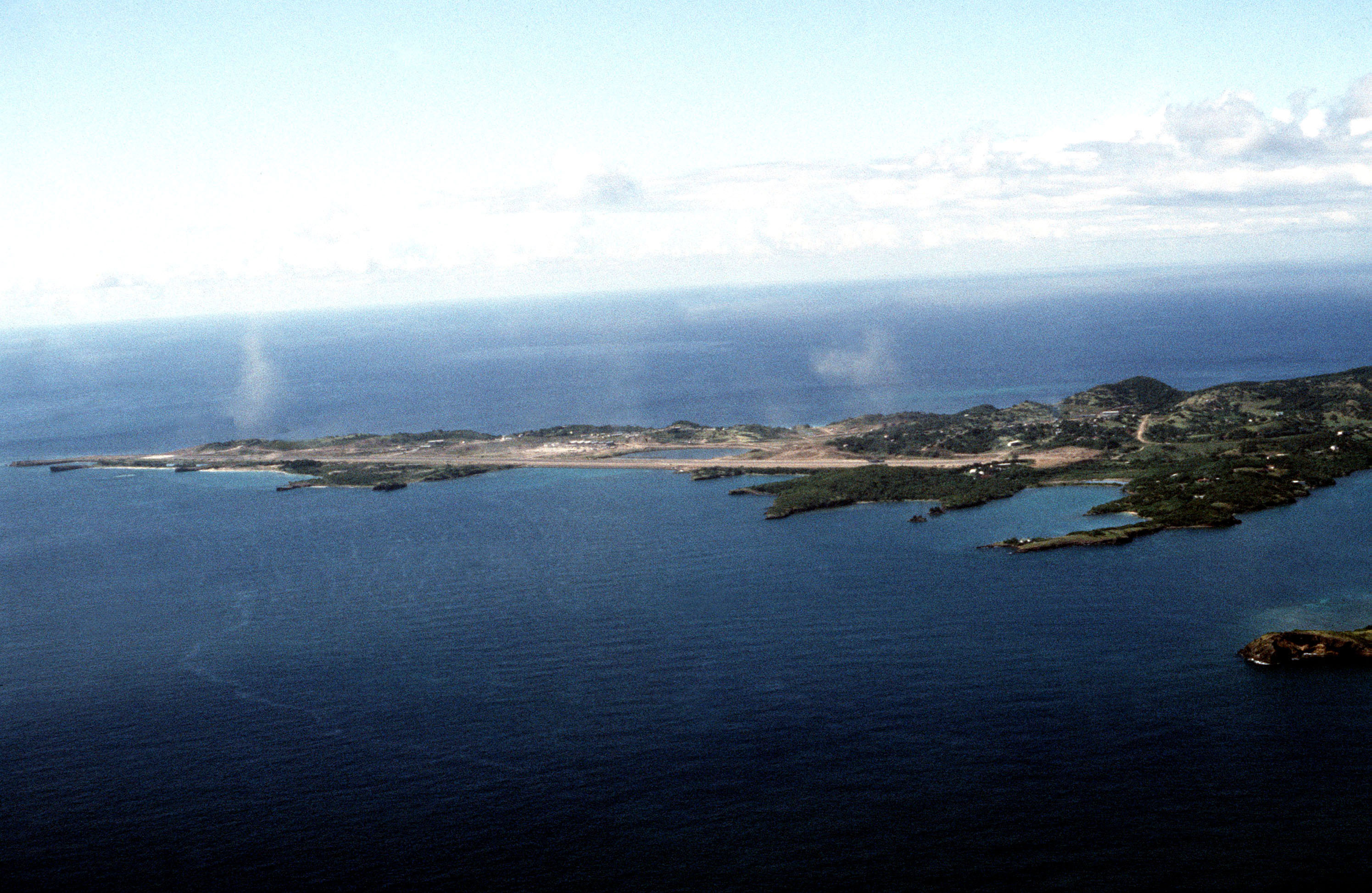
L'Aéroport de Pointe Salines, dont la construction est entamée avec l'aide de Cuba.

Les liens entre Cuba et la Grenade se développent rapidement, facilitées par les excellentes relations personnelles entre Fidel Castro et Maurice Bishop. Le chef du NJM exprime une grande admiration pour le dirigeant cubain, qui lui témoigne en retour une affection quasi-paternelle. Cuba fournit des armes au nouveau régime grenadien et envoie des conseillers pour former l'Armée révolutionnaire du peuple de la Grenade. En juin 1979, un accord de coopération entre les deux pays est conclu, prévoyant une aide de Cuba aux développements du secteur de la santé et des infrastructures de la Grenade. Un nouvel accord, cette fois secret, de coopération militaire, est signé en 1981. Cuba aide notamment la Grenade à bâtir un nouvel aéroport, destiné à développer le tourisme sur l'île,. Plusieurs centaines de coopérants cubains, pour la plupart des ouvriers venus aider à la construction de l'aéroport, s'installent sur l'île ; une grande partie d'entre eux sont par ailleurs des réservistes des Forces armées cubaines et possèdent une formation militaire. Cuba installe ensuite à la Grenade un contingent de militaires d'active, ainsi que des agents de ses services de sécurité. En plus de son alliance avec Cuba, le gouvernement de Maurice Bishop reçoit également dès 1980 le soutien de Daniel Ortega, président sandiniste du Nicaragua, qui annonce sa solidarité avec la révolution de la Grenade. 

#### Relations avec les autres pays communistes

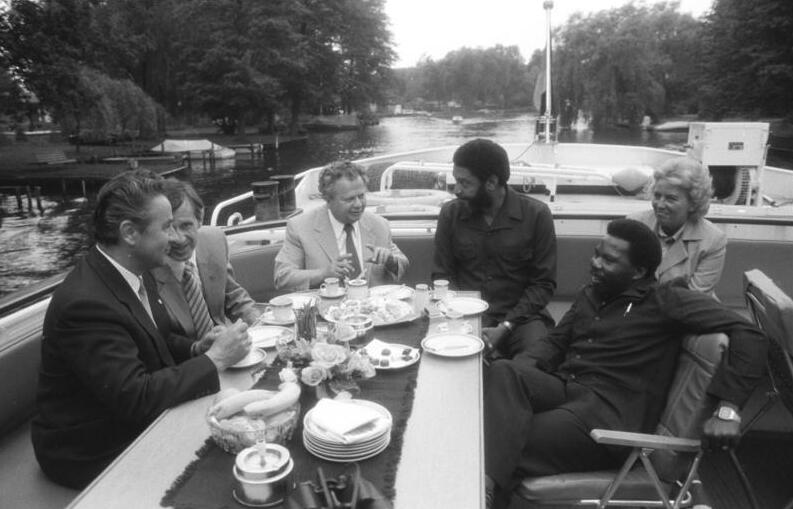
Maurice Bishop et Unison Whiteman lors de leur voyage en RDA en 1982.

Outre les liens avec les gouvernements de gauche latino-américains, Maurice Bishop déclare au comité central du New Jewel Movement qu'il vise à maintenir de bonnes relations avec l'ensemble des pays du monde, à l'exception des « dictatures fascistes ». Néanmoins, des relations de coopération se développent bientôt avec les régimes communistes, essentiellement par le biais de Cuba : le régime de Fidel Castro joue les intermédiaires pour aider la Grenade, dont les moyens de communication avec l'étranger sont limités, à conclure des accords avec l'URSS, le Viêt Nam et la Tchécoslovaquie. L'URSS, qui ne considère pas la Caraïbe comme un terrain d'action prioritaire, se montre prudente vis-à-vis de la révolution grenadienne et met six mois à établir des relations diplomatiques avec le régime du New Jewel Movement, ce qu'elle fait principalement sur l'insistance des Cubains et après s'être assurée de la stabilité du gouvernement de Bishop : le communiqué conjoint de l'URSS et du PRG est signé à La Havane.
La coopération entre l'URSS et la Grenade reste cependant limitée, notamment sur le plan économique, Cuba restant le principal partenaire du gouvernement grenadien. Le New Jewel Movement vise néanmoins à développer ses relations avec le gouvernement soviétique, notamment pour faire figure de relais entre l'URSS et la gauche caribéenne : en juillet 1982, un accord de coopération est signé entre le NJM et le Parti communiste de l'Union soviétique, prévoyant un échange d'expériences et de formations entre les cadres des deux partis. Des accords de coopération similaires sont signés avec les partis communistes cubain, bulgare et de la est-allemand. Divers pays du bloc de l'Est envoient des coopérants. Au début des années 1980, une série d'accords secrets sont signés entre l'URSS et la Grenade, prévoyant une aide soviétique en matériel et en armes pour une valeur de 20 millions de roubles. Après une visite de Bernard Coard à Prague, la Tchécoslovaquie fournit des armes à la Grenade, en échange d'un accord prévoyant la livraison, à partir de 1984, de 80 tonnes de noix de muscade par an.
La Corée du Nord s'engage à livrer à la Grenade de l'armement, des munitions, ainsi que 6 000 uniformes. Les accords avec l'URSS prévoient également la formation de militaires grenadiens sur le sol soviétique. Les livraisons d'armement en provenance de divers pays communistes sont, en grande partie, prévues à l'horizon 1986, et seule une partie de l'aide soviétique prévue est arrivée en 1983 au moment de la chute du régime,,,.

#### Tentative de rapprochement avec les États-Unis
Les relations avec les États-Unis continuent d'être très tendues - le soutien de Maurice Bishop à l'intervention soviétique en Afghanistan achevant de les détériorer au début de 1980 - et sont, notamment après l'élection de Ronald Reagan à la présidence, marquées par une série de déclarations agressives de part et d'autre. La construction du nouvel aéroport avec l'aide de Cuba inquiète particulièrement le gouvernement américain, qui craint de le voir servir à des manœuvres militaires. En avril 1982, Ronald Reagan se rend à la Jamaïque et à la Barbade : il y rencontre divers chefs de gouvernement caribéens, dont il tente à cette occasion de s'assurer le soutien contre le régime grenadien. L'initiative de Reagan ne rencontre cependant pas un grand succès, la majorité des gouvernements de la Communauté caribéenne souhaitant plutôt améliorer leurs relations avec le PRG après les tensions de 1981. Le gouvernement grenadien, de son côté, en arrive à craindre une invasion américaine sur son sol : en mars 1983, des manœuvres de l'US Navy dans les eaux caribéennes alarment suffisamment Maurice Bishop pour lui faire quitter le sommet du Mouvement des non-alignés auquel il assistait en Inde, et rentrer précipitamment au pays pour y mettre les forces armées en état d'alerte. 
Après cet épisode, le Premier ministre grenadien est forcé de reconnaître le caractère intenable sur le long terme des mauvais rapports avec les États-Unis, du fait notamment de la dépendance de la Grenade envers le tourisme en provenance des États-Unis et du Canada ; la construction du nouvel aéroport, toujours en cours et destinée à relancer l'économie du pays, risque de se faire en pure perte si les touristes nord-américains ne viennent plus. Maurice Bishop propose au comité central du NJM un moratoire sur les déclarations antiaméricaines et s'efforce de renouer de bonnes relations avec les États-Unis. En juin 1983, il répond à une invitation de Mervyn M. Dymally, président du Caucus noir du Congrès, et se rend à Washington pour une visite diplomatique. Le voyage de Bishop aux États-Unis vise à donner à l'establishment et au public américains l'image d'un chef de gouvernement responsable, à aider à relancer le tourisme américain à la Grenade, mais aussi à établir des liens entre le Gouvernement révolutionnaire populaire de la Grenade et la communauté noire américaine. Ronald Reagan ne donne cependant pas suite à la demande de rencontre que lui fait parvenir Maurice Bishop. La visite de ce dernier aux États-Unis semble en outre avoir contribué à indisposer la faction la plus radicale du New Jewel Movement, qui juge excessives les ouvertures diplomatiques envers Washington.

### Dissensions au sein du régime
Au sein du Gouvernement révolutionnaire populaire et du New Jewel Movement, la lutte de pouvoir entre Maurice Bishop et Bernard Coard se traduit au fil des années par l'éviction des proches du Premier ministre. Les styles politiques de Bishop et de Coard, très contrastés - Bishop qui, au contraire de Coard, jouit d'une réelle popularité dans l'opinion, recherche principalement le consensus à l'intérieur du parti et s'appuie sur sa popularité et son charisme personnels, tandis que Coard agit à la manière d'un « apparatchik » attaché à la notion de centralisme démocratique - rendent le Premier ministre vulnérable face aux manœuvres de son no 2. L'ambition personnelle de Bernard Coard, qui se jugeait plus intelligent et plus qualifié que Maurice Bishop, semble avoir joué un rôle moteur dans le déclenchement de la crise finale, plus que tout autre facteur politique objectif. Une thèse veut que les Soviétiques aient, lors du coup de force, « téléguidé » la faction radicale de Bernard Coard jugée plus proche de leurs intérêts, mais cet élément n'est cependant pas prouvé ; la tendance Coard semble avoir développé davantage de liens avec l'URSS tandis que la tendance Bishop était plus proche de Cuba : la réalité, ou la gravité, d'un éventuel conflit d'intérêts à la Grenade entre l'URSS et Cuba n'ont pas été déterminées.
En octobre 1982, Kenrick Radix, ministre du développement industriel et proche allié de Bishop, et Caldwell Taylor, ambassadeur à l'ONU, sont exclus du comité central du parti. Radix, convaincu d'être victime d'une machination destinée à affaiblir le Premier ministre, démissionne alors du NJM et annonce son intention de quitter le gouvernement d'ici un an. Coard, second dans la hiérarchie du NJM, annonce lui aussi sa démission du comité central en exprimant son mécontentement face à l'incapacité de la direction du parti à adopter une ligne réellement léniniste. Par la suite, l'animosité de certains cadres à l'égard du Premier ministre s'accroît lorsqu'ils apprennent qu'au cours d'un entretien avec George Chambers, chef du gouvernement de Trinité-et-Tobago, Bishop se serait dit prêt à organiser des élections ; Chambers l'aurait également, à cette occasion, incité à libérer les prisonniers politiques. En septembre 1983, une session extraordinaire des instances dirigeantes du NJM est convoquée sur demande du secrétaire d'État à l'intérieur Liam James. Plusieurs jeunes cadres y attaquent vivement Maurice Bishop, qu'ils accusent entre autres d'être incapable de fournir au parti une « base marxiste-léniniste solide ». Les partisans de Coard proposent une motion instaurant une direction conjointe du parti, Maurice Bishop devant partager le pouvoir avec Bernard Coard : la décision est mise au vote - ce qui représente le premier vote interne de l'histoire du NJM - et adoptée à neuf voix contre une, George Louison ayant voté contre et Maurice Bishop, le ministre des affaires étrangères Unison Whiteman et le dirigeant syndical Fitzroy Bain s'étant abstenus. La tension demeure extrême dans les semaines qui suivent : Bishop, qui juge intenable une direction conjointe, craint d'être assassiné par la faction dirigée par Coard et son épouse Phyllis.

### Fin du régime

#### Putsch interne et mort de Maurice Bishop
Maurice Bishop, accompagné de Unison Whiteman et George Louison, effectue ensuite un voyage en Tchécoslovaquie et en Hongrie pour obtenir davantage d'aides économiques de la part du bloc de l'Est. Après un détour à Cuba lors de son voyage de retour, il arrive à la Grenade le 8 octobre, et découvre qu'il ne peut plus pénétrer dans sa résidence officielle. Le Premier ministre grenadien croit alors que les Coard ont mis en œuvre le complot contre lui : l'un de ses gardes du corps, Errol George, commence à répandre le bruit que Bishop risque d'être assassiné. Le comité central se réunit le 12 octobre pour examiner les rumeurs de complot, et Bishop nie en être à l'origine. Il écrit ensuite un message, destiné à être lu sur les ondes de la station Radio Free Grenada et démentant les rumeurs. Le comité central décide alors de mettre Maurice Bishop en résidence surveillée, officiellement pour sa propre sécurité et pour le protéger des « contre-révolutionnaires ». Le lendemain, une assemblée générale des militants du parti se tient en présence de 250 à 300 personnes. La réunion se déroule dans une atmosphère haineuse : Bishop est accusé d'être un « opportuniste petit-bourgeois » incapable de conduire le pays vers le socialisme, et de ne pas vouloir mettre en place la direction conjointe du parti. Bishop prend ensuite la parole et admet ses manquements au centralisme démocratique, tout en exprimant ses doutes quant à la faisabilité d'une direction conjointe. Erroll George est invité à comparaître et réitère ses accusations quant au complot contre Bishop ; ce dernier se tait, ce qui est interprété comme un aveu de culpabilité dans la diffusion de la thèse du coup d'État. Le comité central décide de maintenir le Premier ministre en détention jusqu'à ce que la lumière soit faite sur l'origine de la rumeur. Jacqueline Creft, ministre de l'éducation et compagne de Bishop, est également enfermée avec lui. 
Le 14 octobre, Selwyn Strachan, ministre de la mobilisation, se rend dans les locaux du journal Free West Indian et annonce que le Premier ministre est démis de ses fonctions et que Bernard Coard dirige désormais le pays. La nouvelle se répand aussitôt et l'ensemble de la population est bientôt au courant de la crise. La confusion est alors extrême à la Grenade : Bernard Coard, pour tenter de réparer la bévue de Strachan et calmer les partisans de Maurice Bishop, annonce sa démission, mais d'autres informations le présentent comme étant toujours au pouvoir.  Fidel Castro, sans s'immiscer dans les affaires grenadiennes, fait connaître son inquiétude. L'URSS reste quant à elle dans l'expectative, son ambassadeur sur place se contentant apparemment de demander lequel, de Bishop ou de Coard, est « le plus marxiste ». Les partisans de Maurice Bishop dans l'appareil du NJM se mobilisent : Kenrick Radix organise une manifestation de soutien à Bishop, mais il est arrêté dans la soirée.
Le 15 octobre, les forces armées diffusent un communiqué accusant Bishop de ne pas s'être plié à la discipline du parti et avertissant qu'elles ne tolèreront aucun désordre ; le lendemain, le général Hudson Austin s'exprime à la radio, accusant Maurice Bishop de dérive dictatoriale. Le désordre règne à la Grenade et les nombreux partisans de Bishop dans la population manifestent contre Coard et le comité central du parti, tandis que les réunions organisées par les adversaires de Bishop tournent au fiasco. Unison Whiteman, qui assistait à une séance de l'ONU, rentre précipitamment à la Grenade, craignant que la grave crise que connaît la révolution ne tourne au « bain de sang ». Whiteman et George Louison tentent de négocier avec Coard et Strachan, arguant du risque d'une intervention étrangère à la Grenade, mais Coard, qui se juge assuré de la victoire grâce au soutien du parti et de l'armée, ne prend pas cet avertissement au sérieux, arguant que l'« impérialisme » est actuellement trop faible. Unison Whiteman entre alors dans la clandestinité ; George Louison tente d'organiser une manifestation, mais il est arrêté.
L'agitation ne faiblit pas dans les jours qui suivent et, le 19 octobre, une foule de partisans de Maurice Bishop investit sa résidence et libère le Premier ministre, ainsi que Jacqueline Creft. Bishop est porté en triomphe sur les épaules de ses partisans, qui défilent dans les rues de Saint-Georges ; le Premier ministre conduit alors la foule vers la base militaire de Fort Rupert, située près du port de la ville, afin d'en prendre le contrôle. Sur place, Bishop convainc les sentinelles de l'accueillir avec ses partisans, mais un véhicule de transport de troupes de fabrication soviétique arrive rapidement : en descendent des soldats de l'armée révolutionnaire, qui tirent sur la foule. Dans l'échange de tirs entre partisans et adversaires de Maurice Bishop, environ 29 personnes sont tuées et une centaine blessées, bien que certaines versions parlent de 140 morts. Maurice Bishop est capturé : lui et sept autres prisonniers, parmi lesquels Unison Whiteman, Fitzroy Bain et Jacqueline Creft, sont rassemblés dans la cour du bâtiment. Peu après, un officier revient avec des instructions, et leur annonce que leur exécution a été décidée par le comité central du parti ; les huit prisonniers - dont Jacqueline Creft, enceinte de sept mois - sont abattus à la mitrailleuse. Un officier achève Maurice Bishop en l'égorgeant au couteau.
Dans les heures qui suivent, Hudson Austin annonce qu'il prend le pouvoir à la tête d'un « Conseil militaire révolutionnaire » composé de seize militaires. Bernard Coard ne fait aucune apparition publique : des rumeurs contradictoires courent sur son compte, certaines affirmant qu'il dirige en réalité le nouveau gouvernement, d'autres qu'il a été évincé par Austin. Ce dernier s'exprime à la radio le soir même, annonce la « victoire » de l'Armée révolutionnaire du peuple sur les « forces réactionnaires et opportunistes de droite » et décrète un couvre-feu de quatre jours, en vigueur 24 heures sur 24 sur l'ensemble du pays, précisant que toute personne violant cette consigne sera abattue à vue,.

#### Intervention internationale

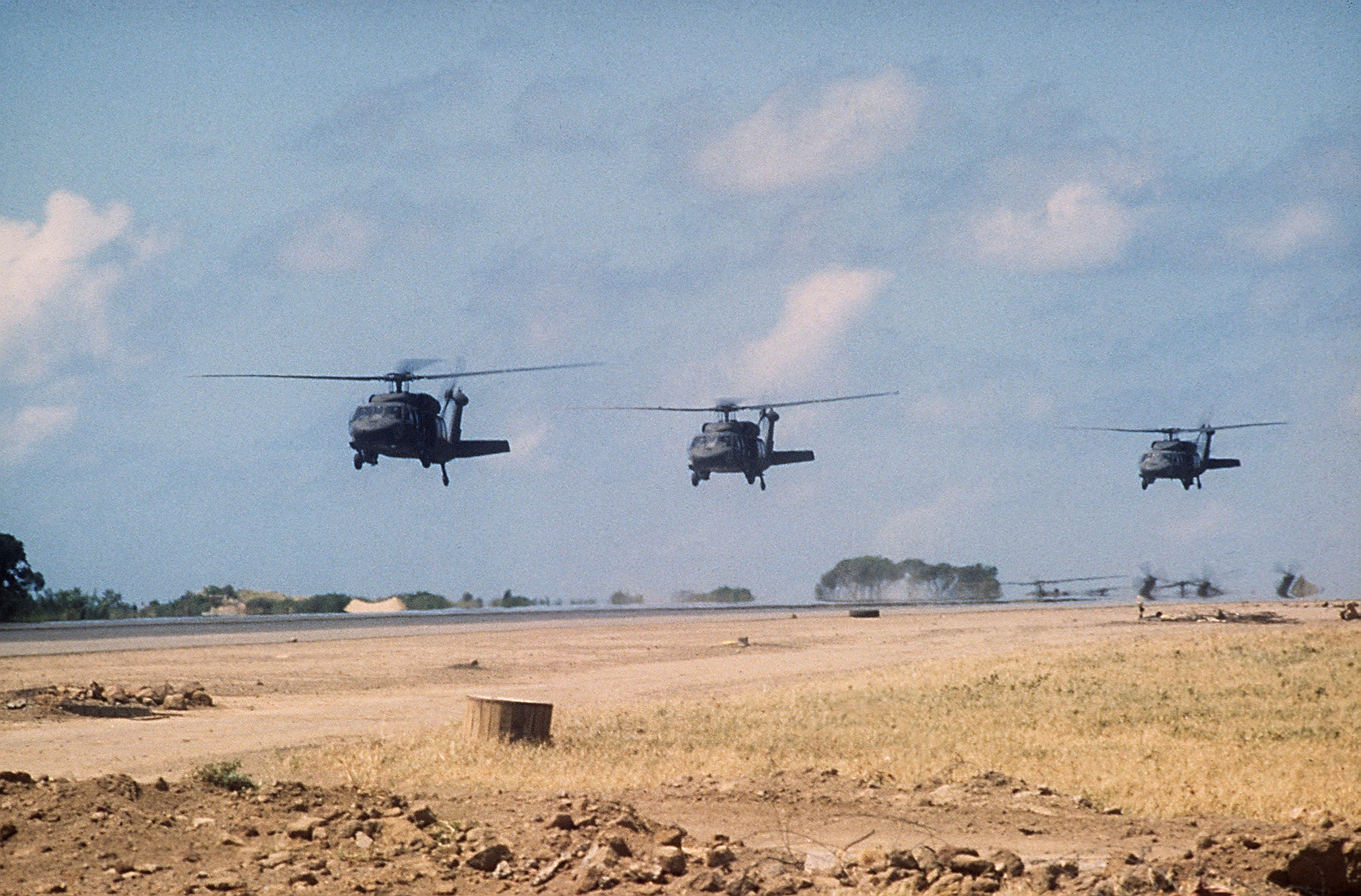
Hélicoptères Black Hawks durant l'opération Urgent Fury.

Les évènements de la Grenade soulèvent une indignation unanime parmi les gouvernements de la Communauté caribéenne. Le Conseil militaire révolutionnaire, isolé, est d'autant plus fébrile qu'une escadre navale américaine, en route vers le Liban alors en guerre, détourne sa route vers la Grenade. Les gouvernements des pays de l'Organisation des États de la Caraïbe orientale décident le 22 octobre, sous l'impulsion de la Dominique et de Sainte-Lucie, du principe d'une intervention militaire. Le jour même, Ronald Reagan est informé du projet d'intervention, qui apparaît à l'administration américaine comme une occasion de faire reculer le communisme dans la région. Le lieutenant-colonel Oliver North est chargé, au Conseil de sécurité nationale, de superviser les opérations liées à la Grenade.
Le département de la Défense exprime des réserves en raison du risque de pertes, mais l'attentat de Beyrouth, le 23 octobre, convainc l'Administration Reagan de la nécessité de montrer ses capacités de réaction. L'invasion de la Grenade, sous le nom de code Opération Urgent Fury, est lancée le 25 octobre : le président Reagan invoque parmi ses motivations la sauvegarde du millier de citoyens américains qui se trouvent à la Grenade, et la nécessité de restaurer la loi et l'ordre après le coup de force des « gangsters gauchistes ». Margaret Thatcher, Premier ministre du Royaume-Uni, n'est prévenue qu'après le déclenchement de l'invasion. 

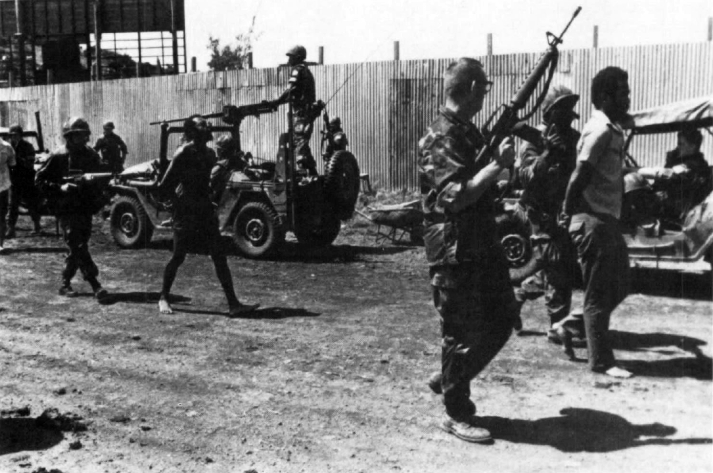
Des Marines escortant des prisonniers.

Les troupes responsables de l'opération (les 7300 militaires américains sont soutenus par un petit corps expéditionnaire caribéen, formé de troupes d'Antigua-et-Barbuda, de la Barbade, de Dominique, de la Jamaïque, de Sainte-Lucie et de Saint-Vincent-et-les-Grenadines), prennent en trois jours le contrôle quasi total de l'île. Hudson Austin et Bernard Coard sont arrêtés. Durant l'invasion, des combats opposent les troupes américaines et cubaines : si une petite partie des soldats cubains présents sur l'île oppose une vive résistance - 24 d'entre eux sont tués - la majorité montre peu de combativité et se rend rapidement, ce que Fidel Castro vit très mal,. La majorité des pays occidentaux critique cette intervention effectuée sans l'aval du Conseil de sécurité de l'ONU. L'opération est ensuite condamnée par un vote de l'Assemblée générale. Le Royaume-Uni, s'il s'abstient de condamner officiellement l'initiative américaine, manifeste son irritation de n'avoir pas été tenu au courant de l'intervention dans un pays dont la reine Élisabeth II est le chef de l'État officiel,.
Fidel Castro, quant à lui, s'en prend tant à l'invasion américaine qu'aux auteurs du coup de force contre Bishop, comparant ces derniers à Pol Pot,. Les forces américaines informent le public que d'importants stocks d'armes ont été saisis au cours de l'invasion et les présentent, avec une certaine exagération dans les chiffres, comme une preuve du danger qui pesait sur la région. D'importants stocks de documents internes au PRG et au NJM sont confisqués et classés aux États-Unis sous l'appellation collective des Grenada documents, constituant un fonds documentaire sur le fonctionnement du régime.

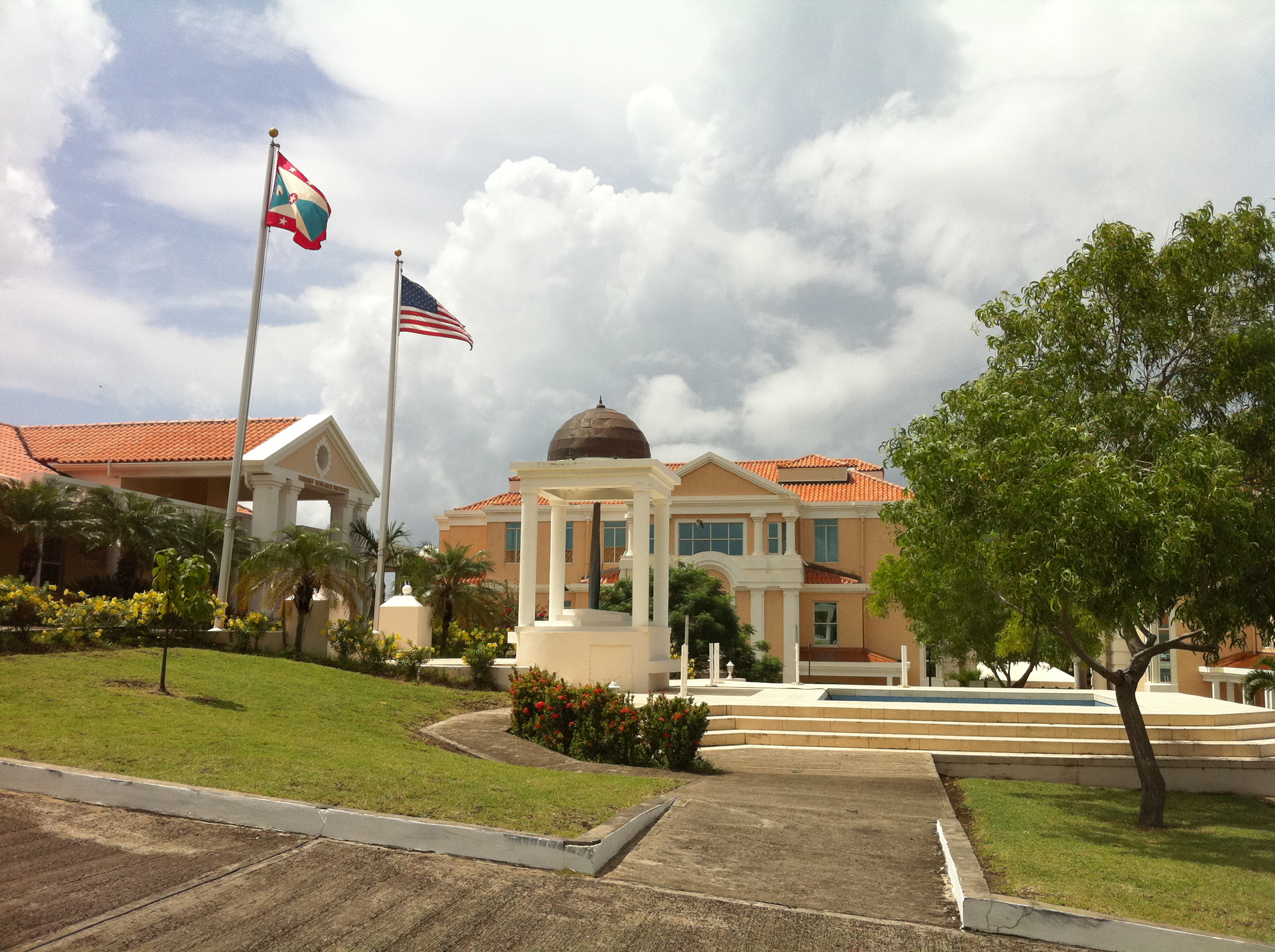
Mémorial à l'Université de Saint-Georges en l'honneur des soldats tombés durant l'invasion.

La Grenade est administrée par les forces d'occupation jusqu'au 31 octobre 1983, date à laquelle Nicholas Brathwaite est nommé par le gouverneur général à la tête du Conseil consultatif intérimaire, qui fait office de gouvernement provisoire. La constitution est rétablie. Le pays rebâtit ensuite sa vie politique. Kendrick Radix et George Louison rassemblent les partisans de l'aile modérée du New Jewel Mouvement sous l'égide d'un nouveau parti, le Maurice Bishop Patriotic Movement ; Ian St Bernard, ancien membre du comité central du NJM, reforme de son côté le parti en dénonçant les cadres du MBPM comme des traîtres : le nouveau NJM, dont l'influence est réduite à presque rien, compte surtout des partisans dans les communautés grenadiennes de l'étranger. Des élections législatives ont lieu en décembre 1984, et se soldent par une large victoire du Nouveau Parti national, que l'ancien chef du gouvernement Herbert Blaize a créé en fusionnant l'ancien Grenada National Party et plusieurs autres mouvements ; le Maurice Bishop Patriotic Movement attire quant à lui 5 % des suffrages et n'obtient aucun élu. Blaize devient Premier ministre pour la troisième fois,.
Le procès de 18 personnes inculpées du meurtre de Maurice Bishop et des sept autres prisonniers s'ouvre en juin 1985, puis est ajourné jusqu'en mars de l'année suivante. Le 4 décembre 1986, 17 des accusés sont condamnés et un acquitté ; dix anciens membres du comité central du NJM sont condamnés à mort, parmi lesquels Hudson Austin, Bernard et Phyllis Coard, Selwyn Strachan et Liam James. Les sentences sont ensuite commuées en peines de prison à vie.

### Postérité
Malgré le caractère controversé de son régime, Maurice Bishop continue d'être considéré, par une partie au moins de l'opinion publique de la Grenade, comme un dirigeant politique digne d'estime, du fait des réformes sociales entreprises par son gouvernement. L'aéroport de Pointe Salines, achevé après la chute du PRG, a été rebaptisé en 2009 du nom de Maurice Bishop International Airport. Le Maurice Bishop Patriotic Movement n'est jamais parvenu à retrouver le succès du New Jewel Movement, est demeuré un parti minoritaire non représenté au parlement et a par la suite cessé d'exister.
La question de l'éventuelle libération, au nom de la réconciliation nationale, des « Grenada 17 » (« les 17 de la Grenade ») — c'est-à-dire les personnes condamnées pour le putsch de 1983 et la mort de Maurice Bishop — continue durant des années de diviser l'opinion publique grenadienne. Trois d'entre eux, dont Hudson Austin, sont libérés en 2008. Bernard Coard et treize autres condamnés demeurent détenus jusqu'en 2009, date à laquelle, après que le Conseil privé britannique a ordonné la révision des sentences, la Cour suprême de la Grenade autorise leur libération.